# Klaus Nilsson
Klaus Nilsson, född omkring 1409, död 1451 eller 1452, var en svensk lagman och danskt riksråd.
Han dubbades till riddare 1441. Han var lagman i Värmlands lagsaga 1451. Han var danskt riksråd 1448.